# Kácov zastávka
Kácov zastávka – przystanek kolejowy w miejscowości Kácov, w kraju środkowoczeskim, w Czechach. Znajduje się na wysokości 325 m n.p.m.
Jest zarządzany przez Správę železnic. Na przystanku nie ma możliwości zakupu biletu, a obsługa podróżnych odbywa się w pociągu.

## Linie kolejowe
- 212 Čerčany - Světlá nad Sázavou